# Supipara
Supipara là visual novel của Nhật Bản, được phát triển và phát hành bản chính thức bởi Minori. Phiên bản ban đầu của trò chơi được phát hành dành cho mọi lứa tuổi vào ngày 18 tháng 5 năm 2012 tại Nhật Bản trên hệ điều hành Microsoft Windows. Một phiên bản có chứa nội dung người lớn bằng tiếng Anh với tựa đề Supipara - Alice the Magical Conductor được phát hành toàn thế giới bởi hãng MangaGamer trên hệ thống phát hành trò chơi  Steam vào ngày 29 tháng 7 năm 2016. Các sản phẩm khác đáng chú ý của Minori bao gồm Wind: A Breath of Heart, Ef: A Fairy Tale of the Two., Eden*. Lối chơi của Supipara thuộc loại kinetic novel, không yêu cầu người chơi trải qua các lựa chọn mà chỉ có một kết thúc duy nhất. 

## Tổng quan

### Lối chơi
Lối chơi của Supipara thuộc thể loại kinetic novel, không yêu cầu người chơi trải qua các lựa chọn mà chỉ có một kết thúc duy nhất. Người chơi sẽ đọc lời thoại và suy nghĩ của nhân vật chính xuất hiện trên màn hình trò chơi. Điểm đặc biệt của Supipara so với các visual novel cùng thời điểm là có công nghệ nhép môi cho các nhân vật trong trò chơi. Công nghệ này giúp người chơi cảm giác nhân vật trở nên gần gũi và thực tế hơn.

### Nhân vật

#### Nhân vật chính
Sanada Yukinari ()
Nhân vật chính mà người chơi sẽ hoá thân trong câu chuyện.
Amano Angeline Hotaru (天野・アンジェリーヌ・ほたる)
Lồng tiếng bởi: Yamada Yuna
Một cô gái mang dòng máu nửa Pháp nửa Nhật. Cô là bạn cùng lớp của Yukinari và là bạn thân thiết của Alice.
Kamishiro Alice (神代 アリス)
Lồng tiếng bởi: Funahashi Mai
Cô là bạn cùng lớp của Yukinari. Một cô gái bí ẩn, một "phù thủy", và cũng là bạn thân của Amano.
Narumi Sakura (鳴海 桜)
Lồng tiếng bởi: Takada Hatsumi
Một hoạt náo viên và thường được mọi người gọi là chị gái quốc dân. Cô là chị họ của Yukinari, một hầu gái tại tiệm cà phê hầu gái, và là một thần tượng tại trường học. Cô có tính cách hoà đồng, vui tươi và tò mò, cô thích được làm quen với những người mới.

### Cốt truyện
Nhân vật nam chính, Sanada Yukinari, vừa trở về quê lần đầu tiên tại thành phố Kamakura, tỉnh Kanagawa sau 7 năm xa cách. Cậu gặp chị họ của mình là Narumi Sakura. Cậu mong muốn một cuộc sống yên mình, nhưng chẳng mấy chốc cuộc sống của cậu nhanh chóng bị xáo trộn bởi những ngày tháng bị vây quanh bởi các cô gái với tính cách bốc đồng như Amano Hotaru, miệng lưỡi độc địa, cùng vẻ đẹp con lai Nhật Bản, và Alice Kamishiro, một phù thủy lười biếng, đam mê khoa học hiện đại. Và rồi, Yukinari bị bạn thân lôi kéo vào tham gia hội đồng giám khảo cho cuộc thi sắc đẹp truyền thống của trường. Và rồi cậu cùng trải qua những ngày tháng với nụ cười, bình yên, nồng nhiệt và tình yêu của các cô gái.